# Service-level agreement
Pour les articles homonymes, voir SLA.
 (décembre 2016).
Si vous disposez d'ouvrages ou d'articles de référence ou si vous connaissez des sites web de qualité traitant du thème abordé ici, merci de compléter l'article en donnant les références utiles à sa vérifiabilité et en les liant à la section « Notes et références ».
Le service-level agreement (SLA) ou « accord / contrat de niveau de service » est un document qui définit la qualité de service, prestation prescrite entre un fournisseur de service et un client. Sous la forme de clauses contractuelles, il précise les objectifs attendus et le niveau de service souhaité par un client de la part du prestataire et fixe les responsabilités.
Le SLA tend à devenir un outil essentiel aux clients qui souhaitent bénéficier d'un niveau élevé de sécurité pour la gestion de leurs systèmes de stockage ainsi que pour la gestion de leurs données à caractère personnel. De nombreux indicateurs doivent être définis, analysés et contrôlés afin que la performance proposée par le prestataire soit maximisée.

## Présentation

### Historique
L’utilisation de l’entente de service est apparue pendant les années 1980 pour gérer la qualité de service dans le domaine des télécommunications. En effet, grâce aux services utilitaires comme le grid computing (grille de services), le SLA et en particulier ses services commerciaux sous-jacents ont fortement émergé.

### Description
Un SLA est la formalisation d’une entente négociée entre client et fournisseur. Il met par écrit l’attente des parties sur le contenu des prestations, leurs modalités d'exécution, les responsabilités des parties, les garanties, c'est-à-dire le niveau de service. Les ressources peuvent alors être annoncées et commercialisées sous forme de services basés sur une entente de service qui inclurait des spécifications générales et techniques, y compris les politiques de prix et les propriétés des ressources nécessaires à l’exécution du service. La nécessité d'une entente de service est encore consolidée avec les fournisseurs de services d’application (ASP ou application service provider). Une large gamme d’applications est mise à la disposition du grand public grâce au modèle ASP comme le service de paiement par carte de crédit. Par exemple, le SLA peut spécifier les niveaux de disponibilité, de performance, d’opération ou de tout autre attribut du service en question, tel que la facturation voire les pénalités (financières ou autres) en cas de manquement au SLA.
Les spécifications techniques d’un SLA sont généralement décrites par deux types de document :
- un SLS (service level specification) ou « spécification de niveau de service » : guide spécifiant les critères auxquels le service doit répondre ;
- des SLO (service level objectives) ou « objectifs de niveau de service » : éléments nécessaires pour les mesures de la qualité des services telles que décrites dans le SLS.

### Objectifs
Le SLA vise à s’assurer que les attentes et les besoins du client comme du fournisseur sont clairement définis. Il a pour but de prévoir des critères d’évaluation ainsi que des moyens de mesure. Il permet à chaque partie de vérifier mutuellement le respect de leurs engagements. À terme et à condition qu’il soit respecté, le SLA contribue à établir une relation de confiance et/ou de partenariat entre le client et le fournisseur et peut être utilisé comme un instrument de mercatique par les services commerciaux et techniques.

### Distinction entre SLA et UC, OLA
Le cadre d'analyse ITIL fait une claire distinction entre ces trois termes :
- Service-level agreement (SLA) se traduit par entente de niveau de services : il formalise les relations dans l'organisation entre le client « métier », comme une direction opérationnelle, et la direction des systèmes d'information.
- Underpinning contract (UC) se traduit par contrat de sous-traitance informatique : il régit les relations entre la direction des systèmes d'information et ses sous-traitants, prestataires de services ou fournisseurs.
- Operational-level agreement (OLA) se traduit par accord de niveau d’exploitation : il établit les relations entre les différentes entités ou services de l’organisation des technologies de l’information.

En voici une illustration :
- Un centre de services reçoit 1 000 appels par mois. Un SLA est conclu avec le centre d’appel afin que le taux d’appels non répondus ne dépasse pas 15 % de l’activité.
- Le centre d’appel est composé de 3 équipes A, B et C. Celles-ci reçoivent respectivement 400, 350 et 250 appels par mois. Chacune a conclu un OLA avec le centre d’appel en ayant pour objectif une limite de 12 % d’appels non répondus.
- L’équipe A sous-traite la moitié de son activité, soit 200 appels par mois. Elle a établi un contrat de type UC avec son partenaire, prévoyant un objectif d’appels non répondus de 10 %.

## Contenu du SLA
Les composants d’une bonne entente de niveau de service doivent comprendre les éléments suivants :
- Le type de service à fournir : il doit spécifier les types de services ainsi que tous les détails de ces derniers. Dans le cas d’une connectivité réseau IP, les types de services doivent décrire les fonctions comme l’utilisation et la maintenance des équipements réseau, la largeur de bande de connexion à fournir, etc.
- Le niveau de performance souhaité des services, en particulier sa fiabilité et sa réactivité : un service fiable est celui qui souffre de perturbations minimes durant un espace de temps spécifique, mais également celui qui est disponible presque tout le temps. Un service avec une bonne réactivité réalisera les actions rapidement auprès des clients.
- Les étapes à suivre pour signaler les problèmes du service : cette étape a pour but de spécifier les coordonnées à signaler et l’ordre dans lequel les détails sur le problème doivent être communiqués. Le contrat doit également informer sur l’intervalle de temps au cours duquel le problème sera examiné.
- Le temps de réponse et les solutions aux problèmes examinés : le temps de réponse est la période de temps au cours duquel le fournisseur de service va lancer son enquête sur le problème. Le temps de résolution du problème est la période durant laquelle le problème actuel du service sera résolu et corrigé.
- Le suivi des processus et les rapports de niveau de service : ce composant décrit comment les niveaux de performance sont supervisés et surveillés. Ce processus implique la collecte de différents types de statistiques, la fréquence à laquelle ces statistiques seront collectées et la façon dont ces statistiques seront accessibles par les clients.
- Les répercussions pour le fournisseur de services qui ne respecte pas son engagement : si le fournisseur n'est pas en mesure de satisfaire aux exigences énoncées dans le SLA, ce dernier devra faire face aux conséquences pour cet échec. Ces conséquences peuvent inclure le droit du client de résilier le contrat ou de demander un remboursement pour les pertes subies par le client en raison de la défaillance du service.
- Les conditions de paiement: doivent être très précise afin que le client ait une limitation de temps et que le fournisseur ait au moins un engagement de la part de son client.

L’une des clauses la plus importante dans la SLA est celle relative à la sécurité. Le prestataire doit être capable de garantir la sécurité des informations du client surtout en matière de récupération des données, copies de sauvegarde, accessibilité…

## Critères d'évaluation
Les SLA prévoient généralement des indicateurs afin de mesurer la performance des services dans le but de réaliser une comparaison avec le niveau de qualité des services défini.
- La disponibilité des SLA est évaluée en identifiant les proportions, en pourcentage, du temps que le service prévu dans le contrat est réellement accessible et utilisable sur une période définie pouvant être par exemple hebdomadaire ou mensuelle.
- La fiabilité définit la fréquence à laquelle le service prévu est retiré ou échoue sur une période définie. On définit par exemple un nombre d’échecs par semaine.
- La fonctionnalité (serviceability) est une extension de la fiabilité. Elle mesure la durée du temps disponible qui est perdu entre le moment où la défaillance du service apparaît et le rétablissement du service. Il s’agit par exemple d’un pourcentage d’échecs par semaine ne durant que 30 minutes suivant sa signalisation.
- Le temps de réponse correspond au délai entre le moment où la demande de service a été effectuée et celui auquel la réponse est obtenue. Il peut être mesuré soit en temps de transfert, soit en temps de cycle.
- La satisfaction des utilisateurs permet de mesurer la performance perçue par rapport à celles qu’ils attendaient. Elle est le plus souvent appréciée par sondage en utilisant un processus qui se répète et qui change d’orientation au fil du temps.

### Indicateurs de mesure
Les SLA d’un centre d’appels ou de service impliquent habituellement les indicateurs de niveau de service suivants :
- Abandon rate, signifiant taux d’abandon : il s’agit du pourcentage d’appels raccrochés pendant l’attente ;
- ASA (average speed to answer signifiant temps moyen pour répondre) : il s’agit du temps moyen d’attente d’un appel avant d’obtenir une réponse du centre de service (service desk) ;
- FCR (first-call resolution signifiant résolution au premier appel) : il s’agit du pourcentage d’appels entrants qui peuvent être résolus sans utiliser un rappel ou sans que l'appelant rappelle le service d'assistance pour terminer la résolution du cas ;
- MTTR (mean time to recover, signifiant temps moyen de récupération) : il s’agit du temps nécessaire pour récupérer le niveau de service après une panne ;
- TAT (turnaround time, signifiant temps d’exécution) : il s’agit du temps nécessaire pour accomplir une tâche donnée ;
- TSF (time service factor, signifiant facteur du temps de service) : il s’agit du pourcentage d’appels répondus sur une période définie ;
- Uptime, signifiant temps de fonctionnement : il s’agit de la durée de disponibilité du réseau, de l’alimentation, ou de tout autre élément prévu dans l’accord commun. Cet indicateur est souvent utilisé pour les services de données tels que l'hébergement partagé, les serveurs privés virtuels et les serveurs dédiés.

## Les erreurs à ne pas commettre
Dans la rédaction d'un SLA, il est important  de fournir des descriptions de services complètes, de définir précisément ce que recouvre la notion de disponibilité. Il est également important d’anticiper sur les possibles problèmes qui peuvent interagir et de prévoir des solutions et prévoir les résultats à atteindre en temps normal de fonctionnement.
Avec une bonne rédaction et entente des deux parties, le SLA pourra remplir ses objectifs de service des prestations informatiques fournies, et en garantir les niveaux de performance.

## Contrôle
Le SLA d'un service (réseau, hébergement…) peut être validé de trois façons :
- par le fournisseur du service lui-même (solution souvent par défaut) ;
- par le client du service, qui doit alors mettre en œuvre un système de mesure adapté ;
- par un tiers de confiance qui gère le système de mesures et aide à l'interprétation (benchmarking).

Beaucoup de SLA s’en tiennent aux spécifications ITIL en matière de services informatiques.

## Exemples d'application

### Dorsale Internet
Backbone ou dorsale internet est un réseau informatique qui constitue le centre névralgique d’un réseau à haut débit. C’est la partie, dans le domaine des réseaux de télécommunications, qui supporte le plus gros trafic. Il n’est pas rare que ces fournisseurs internet proposent de leur propre gré leur SLA respectifs afin de montrer aux entreprises la qualité des services proposés. Cependant, la loi sur les télécommunications des États-Unis datant de 1996 n’indique pas expressément un modèle exact à suivre mais de manière plus abstraite, énumère des pistes de réflexions à suivre pour établir des accords ou des contrats inter-entreprises. Par exemple, dans les articles 251 et 252, il est dit que l’obligation de négocier de bonne foi sur des questions telles que la revente ou l'accès partiel ou total est impératif pour ce genre d’entreprises.

### WSLA
Le WSLA ou « entente de niveau service Web » est une norme relative à la surveillance de la conformité des services Web. Il permet aux auteurs du WSLA de spécifier, par l’intermédiaire de nombreux critères, les performances associées à une application de service sur le Web, les objectifs de performances à atteindre ainsi que les actions à mettre en pratique lorsque la performance souhaitée n’est pas atteinte.

### Cloud computing
Le cloud computing ou l’informatique en nuage est l’une des nouvelles formes de traitement ou de stockage de données du XXIe siècle. Ce processus désigne l'exploitation de la puissance de calcul ou de stockage de serveurs informatiques distants par l'intermédiaire d'un réseau, généralement internet. Ces serveurs, très souples sont alors loués à la demande des clients selon leurs besoins. Ils peuvent, soit gérer eux-mêmes le serveur alloué ou bien, dans l'hypothèse où le client n’est pas en possession des connaissances requises dans ses services, se contenter d’utiliser des applicatifs distants. Selon la définition du National Institute of Standards and Technology (NIST), le cloud computing est l'accès via un réseau de télécommunications, à la demande et en libre-service, à des ressources informatiques partagées configurables. Il s'agit donc d'une délocalisation de l'infrastructure informatique. Ainsi les SLA s’étendent à travers les nuages d’informations du fait de l’importance de l’évaluation de la qualité du service et en raison de la multiplication de services similaires au cloud computing. Le SLA doit spécifier un ou plusieurs objectifs de niveau de services précédemment définis afin de garantir que la QoS (ou qualité de service) délivrée a satisfait les attentes du consommateur. Pour cela, la mesure, la surveillance et l'établissement de rapports sur les performances des nuages sont fondés sur la capacité à consommer des ressources. L’un des inconvénients majeurs du cloud computing par rapport au respect des engagements du SLA est la difficulté à déterminer la cause des interruptions de service en raison de la délocalisation de l'environnement, et éventuellement de sa complexité accrue.